# Prager Frieden (1463)

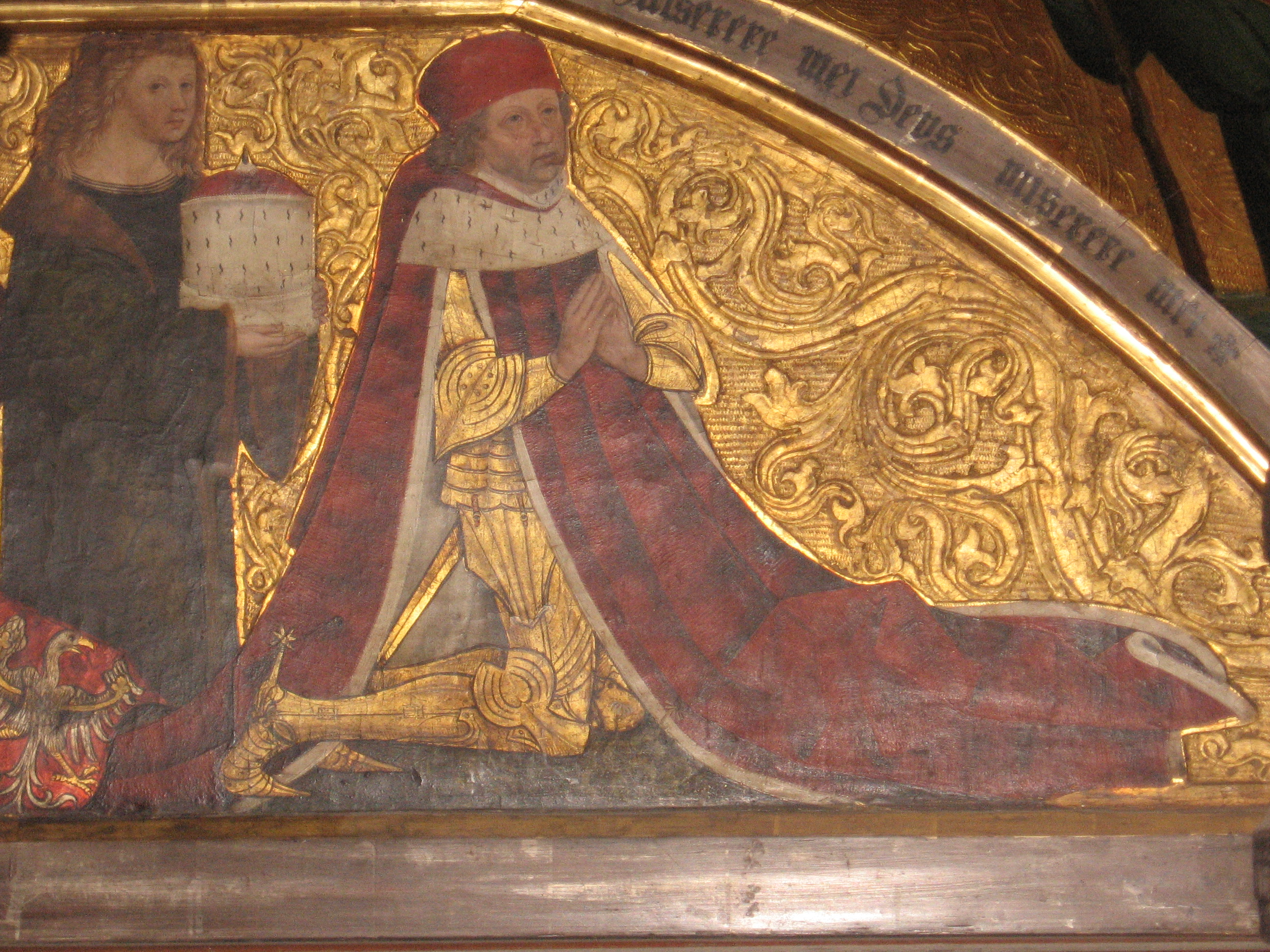
Markgraf Albrecht Achilles

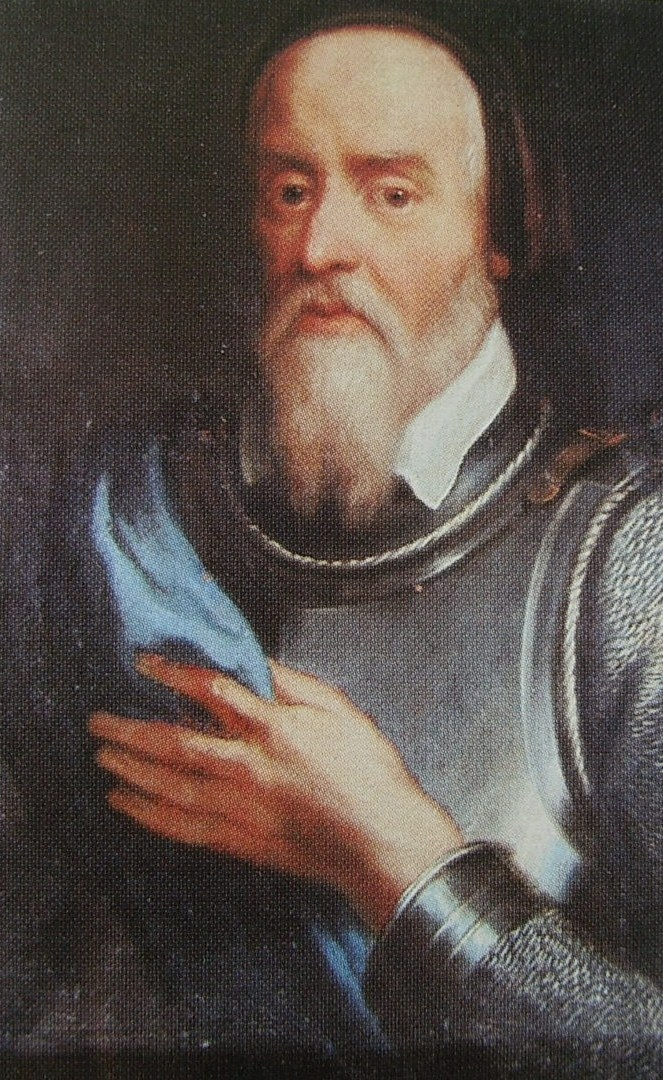
Herzog Ludwig der Reiche

Der Prager Frieden von 1463 beendete den Bayerischen Krieg zwischen Albrecht Achilles von Brandenburg-Ansbach und dem niederbayerischen Herzog Ludwig dem Reichen. Nach mehreren gescheiterten Schiedstagen trat in Prag im Juli 1463 unter der Leitung des böhmischen Königs Georg von Podiebrad ein Friedenskongress zusammen. Mit dieser Initiative hoffte der utraquistische König den ihm vom Papst Pius II. angedrohten Kirchenbann abwehren zu können. Nach komplizierten Verhandlungen kam am 22./23. August ein aus mehreren Einzelabkommen bestehender Friedensschluss zustande.

## Vorgeschichte
Ausgangspunkt des militärischen Konflikts waren machtpolitische Ambitionen des Markgrafen Albrecht Achilles von Brandenburg-Ansbach, der eine Vormachtstellung in Franken erreichen wollte. Herzog Ludwig der Reiche besiegte Albrecht Achilles 1462 in der Schlacht bei Giengen (Giengen an der Brenz). Zeitgleich befand sich Ludwig auch im Konflikt mit Kaiser Friedrich III. um die Reichsstadt Donauwörth.

## Ergebnis des Friedens von Prag
Kaiser Friedrich verzichtete in seinem Vertrag mit Ludwig dem Reichen auf eine hohe Geldbuße für das von Ludwig begangene Vergehen gegenüber Kaiser und Reich, der Herzog auf seine Ansprüche auf Donauwörth. Der zwischen Markgraf Albrecht und dem Bayernherzog erzielte Kompromiss war deutlich schwieriger zu erreichen. Auf nachdrückliches Verlangen Albrechts gab Ludwig die von ihm 1460 eroberte markgräfliche Stadt Roth sowie die Schlösser Stauff, Landeck, Tann und Schönberg zurück, verzichtete zudem auf jegliche Entschädigung für die Kriegskosten. Im Gegenzug erreichte er, dass entgegen der Forderung Albrechts der Waffenstillstand der Rother Richtung von 1460 unangetastet blieb. Der Kaiser verpflichtete sich, niemals etwas gegen dieses Abkommen zu verfügen. Damit blieb es, obwohl im Frieden von Prag nicht explizit davon die Rede ist, beim damals vereinbarten Verzicht auf die Jurisdiktionsansprüche des Nürnberger Landgerichts im Herzogtum Bayern.
Der Friedensschluss stellte so das Mächtegleichgewicht in Franken und den Landfrieden vorübergehend wieder her. Albrecht Achilles gelang es nach 1463 nicht mehr, seinen für den Kriegsausbruch mitentscheidenden Plan, mittels seines Landgerichts eine Vormachtstellung in Franken zu erreichen, doch noch zu realisieren. Kaiser Friedrich wies jeden seiner Anträge auf Aufhebung der Rother Richtung eindeutig zurück.

## Quelle
- Reinhard Seyboth: Fürstenkrieg, 1458–1463, publiziert am 4. Februar 2014; in: Historisches Lexikon Bayerns, (Online), abgerufen am 22. März 2020.